# Mülheim del Ruhr

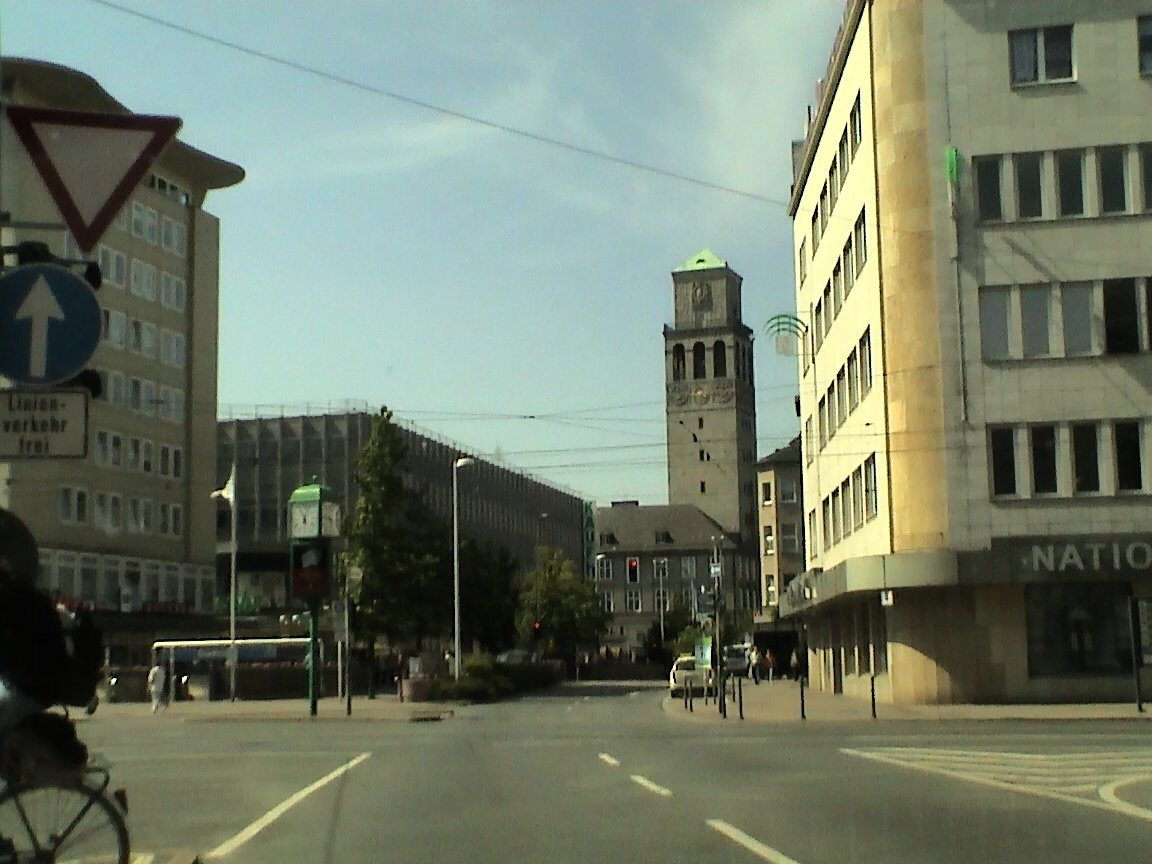
Mülheim del Ruhr

Mülheim del Ruhr (en alemany Mülheim an der Ruhr) és una ciutat de Rin del Nord - Westfàlia (Alemanya), situada entre les ciutats d'Essen i Duisburg, a les ribes del Ruhr. Té 168.925 habitants (2007) i una àrea de 91,26 km².

## Demografia
| Any  | Població |
| ---- | -------- |
| 1400 | 1.200    |
| 1600 | 2.000    |
| 1800 | 11.000   |
| 1845 | 10.096   |
| 1871 | 14.267   |
| 1890 | 27.903   |
| 1895 | 31.429   |
| 1900 | 38.292   |
| 1905 | 93.599   |
| 1910 | 112.580  |
| 1919 | 127.027  |
| 1925 | 127.400  |

| Any  | Població |
| ---- | -------- |
| 1933 | 133.279  |
| 1939 | 137.540  |
| 1950 | 149.589  |
| 1961 | 185.708  |
| 1970 | 192.200  |
| 1975 | 190.100  |
| 1980 | 182.100  |
| 1985 | 172.600  |
| 1989 | 175.454  |
| 1997 | 175.800  |
| 2003 | 170.745  |
| 2007 | 168.925  |

## Fills il·lustres
- August Bungert, (1845-1915) compositor musical.
- Katharina Fleischer-Edel, (1875-1928) soprano.
- Johann Hermann Kufferath (1797-1864), músic compositor.